# (1031) Arctica
(1031) Arctica ist ein Asteroid des Hauptgürtels, der am 6. Juni 1924 vom russischen Astronomen Sergei Iwanowitsch Beljawski am Krim-Observatorium in Simejis entdeckt wurde.
Der Name ist abgeleitet von der nördlichen Polarregion der Erde, der Arktis.